# Generación Yo
El término generación Yo se refiere a la generación baby boomer en Estados Unidos y a las cualidades de autorrealización que algunas personas asocian con ella. La década de 1970 fue apodada la década del yo por el escritor Tom Wolfe; Christopher Lasch fue otro escritor que comentó el auge de la cultura del narcisismo entre la generación más joven de esa época. La frase caló hondo en el público en general, en un momento en que la autorrealización y la realización personal se estaban convirtiendo en aspiraciones culturales a las que los jóvenes supuestamente atribuían más importancia que a la responsabilidad social.

## Orígenes

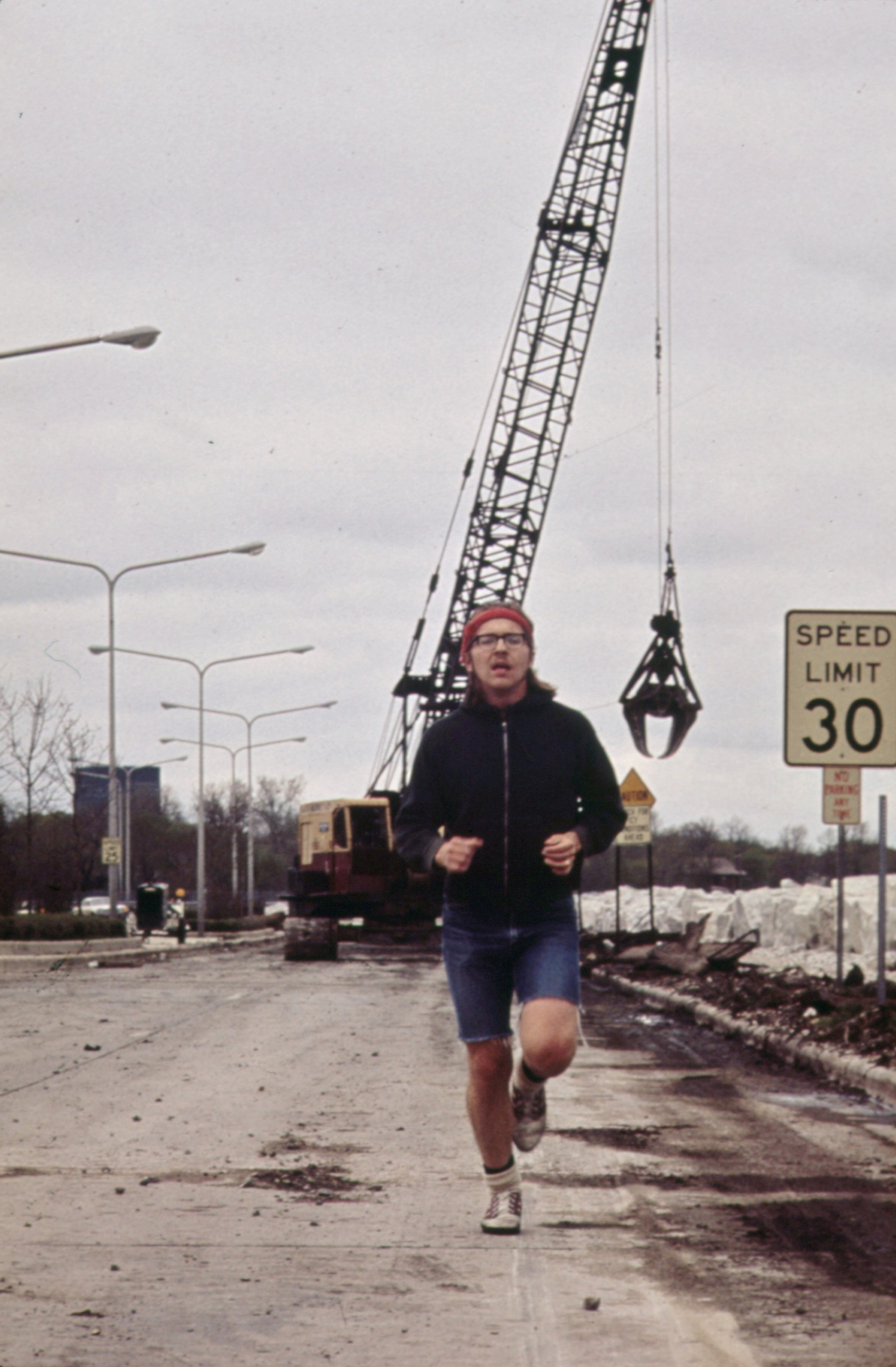
El jogging y otras tendencias de salud y dieta se generalizaron con la generación Yo

El cambio cultural que experimentaron los baby boomers en Estados Unidos durante los años 70 es complejo. El decenio de 1960 se recuerda como una época de protestas políticas, de experimentación radical con nuevas experiencias culturales (la revolución sexual, los happenings, la conciencia de las religiones orientales). El movimiento por los derechos civiles dio a los jóvenes rebeldes metas serias en las que trabajar. La experimentación cultural se justificaba como dirigida a la iluminación espiritual o intelectual. Por el contrario, a mediados y finales del decenio de 1970 fue una época de mayor crisis económica y de desilusión con la política idealista entre los jóvenes, en particular después de la dimisión de Richard Nixon y el final de la guerra de Vietnam. El hedonismo sin disculpas se hizo aceptable entre los jóvenes.

La nueva introspectividad anunció la desaparición de un conjunto de creencias tradicionales centradas en el trabajo y el aplazamiento de la gratificación, y el surgimiento de un estilo de vida orientado al consumo, centrado en las experiencias vividas y la inmediatez de las elecciones del día a día.

A mediados de la década de 1970, Tom Wolfe y Christopher Lasch se pronunciaron críticamente contra la cultura del narcisismo. Estas críticas se repitieron ampliamente en todos los medios populares de América.
El desarrollo de una cultura juvenil tan centrada en la realización personal fue quizás también una reacción contra los rasgos que caracterizaban a la generación anterior, que había crecido durante la Gran Depresión. Las privaciones derivadas de esta habían enseñado a esa generación a trabajar duro, a ahorrar dinero y a no gastarlo, y a apreciar los lazos familiares y comunitarios. La lealtad a las instituciones, las creencias religiosas tradicionales y otros lazos comunes eran lo que esa generación consideraba los cimientos culturales de su país. Los baby boomers fueron abandonando gradualmente esos valores en gran número, un desarrollo que se afianzó durante la década de 1970.
El decenio de 1970 se ha descrito como una época de transición en la que la autoayuda del decenio de 1960 se convirtió en autogratificación, y finalmente pasó al egoísmo del decenio de 1980.

## Características

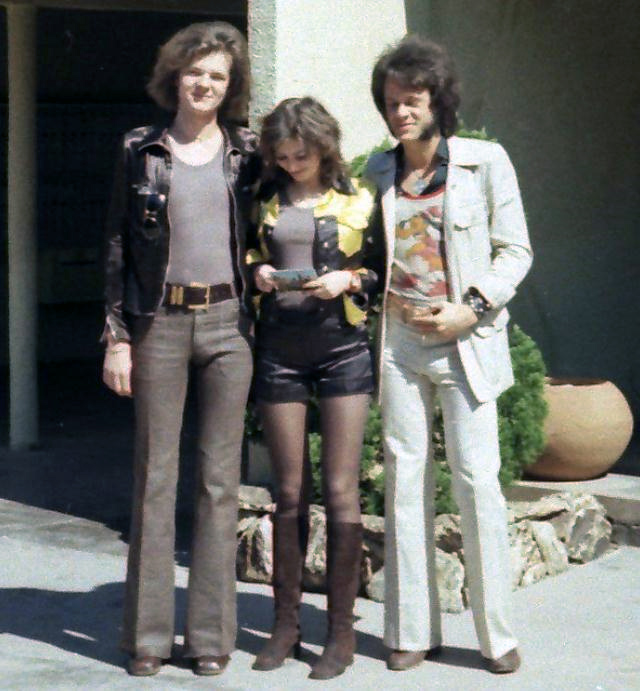
Las discotecas y clubes nocturnos se hicieron populares entre los solteros de la generación durante la década de 1970

Las modas de la salud y el ejercicio, la espiritualidad de la Nueva era como la cienciología, los programas de autoayuda como EST (Erhard Seminars Training), y el crecimiento de la industria del libro de autoayuda se identificaron con los baby boomers durante la década de 1970. El potencial humano, la honestidad emocional, el encontrarse a sí mismo y las nuevas terapias se convirtieron en sellos distintivos de la cultura. La comercialización de productos de estilo de vida, consumidos con entusiasmo por los baby boomers con ingresos disponibles durante los años 70, se convirtió en una parte ineludible de la cultura. El personal de Revlon realizó una investigación sobre los valores culturales de las mujeres jóvenes durante el decenio de 1970, y reveló que se esforzaban por competir con los hombres en el lugar de trabajo y por expresarse como individuos independientes. Revlon lanzó el perfume Charlie, con una comercialización destinada a dar glamour a los valores de la nueva mujer del decenio de 1970, y se convirtió en el perfume más vendido del mundo.
La introspección de los baby boomers y su enfoque en la realización personal se ha examinado con seriedad en la cultura pop. Películas como Una mujer descasada (1978), Kramer vs. Kramer (1979), Ordinary People (1980) y Reencuentro (1983) llevaron las luchas internas de los baby boomers a una amplia audiencia. El lado egoísta de la vida de los 70 recibió una aguda y a veces conmovedora satirización en Manhattan (1979). Una sátira más mordaz se produjo en Shampoo (1975) y en Private Benjamin (1980). La generación también ha sido satirizada en retrospectiva, en tanto que la llamada generación X llegó a la edad adulta, por ejemplo, en Parenthood (1989). Forrest Gump (1994) resumió el decenio con el jogging de Gump durante el decenio de 1970, con un chándal, que se usaba tanto como una declaración de moda como una necesidad atlética durante la época.
La satirización de la actitud del yo primero de la generación quizás alcanzó su punto máximo con la comedia televisiva Seinfeld, que no incluye el desarrollo moral de sus personajes del baby boom, sino más bien lo contrario. Sus tramas no tienen lecciones de enseñanza para su audiencia y sus creadores mantuvieron explícitamente la posición de que era un «show sobre nada».

## Persistencia de la etiqueta

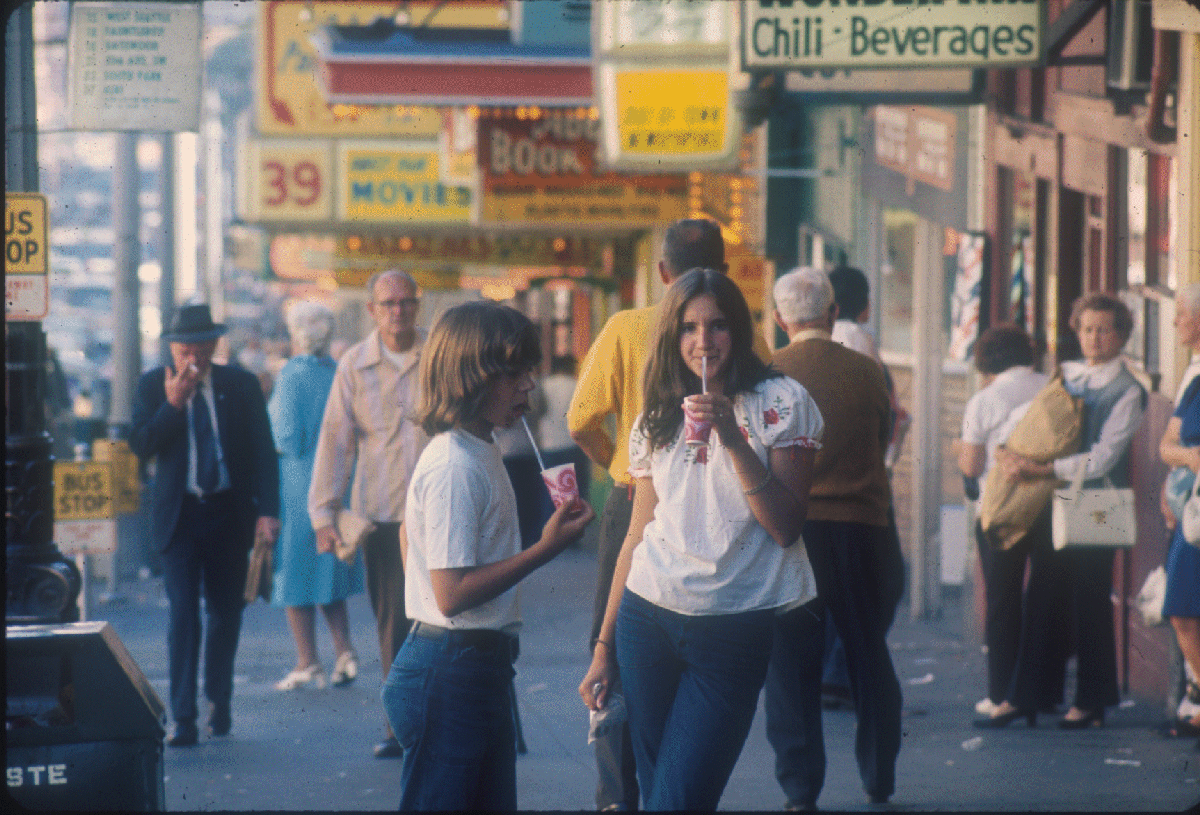
La generación, en su mayoría, asumió el entretenimiento y la cultura de consumo

El término generación Yo ha persistido a lo largo de las décadas y está relacionado con la generación de los baby boomers. Algunos escritores, sin embargo, también han llamado a los milénicos la generación Yo, mientras que Elspeth Reeve en The Atlantic señaló que el narcisismo es un síntoma de juventud en la mayoría de las generaciones. El decenio de 1970 fue también una época de aumento del desempleo entre los jóvenes, de continua erosión de la fe en las instituciones sociales convencionales y de falta de objetivos políticos e ideológicos para muchos. Este fue el entorno que precipitó la gravitación hacia el punk entre los jóvenes desafectados de América. En 1980, cuando Ronald Reagan fue elegido presidente, un número creciente de baby boomers también había empezado a orientarse hacia prioridades políticas y culturales conservadoras.
A medida que las religiones y los rituales orientales como el yoga crecían durante el decenio de 1970, al menos un escritor observó una corrupción por parte de la Nueva era de la comprensión popular de «realización» enseñada por los practicantes neovedanticos, alejándose de la realización espiritual y acercándose a la autorrealización. La vanguardia de los baby boomers, que fueron hippies de la contracultura y activistas políticos durante el decenio de 1960, se ha denominado la generación del Ahora, en contraste con la generación del Yo.